# عبدالله پایه کامارا
عبدالله پایه کامارا (انگلیسی: Abdoulaye Paye Camara؛ زادهٔ ۲۰ دسامبر ۱۹۹۵) بازیکن فوتبال اهل گینه است.
وی همچنین در تیم ملی فوتبال گینه بازی کرده است.